# Chalkida (gmina)
Chalkida (gr. Δήμος Χαλκιδέων, Dimos Chalkideon) – gmina w Grecji, w administracji zdecentralizowanej Tesalia-Grecja Środkowa, w regionie Grecja Środkowa, w jednostce regionalnej 
Eubea. W 2011 roku liczyła 102 223 mieszkańców. Powstała 1 stycznia 2011 roku w wyniku połączenia dotychczasowych gmin: Chalkida, Lilandia, Antidona, Nea Artaki i Awlida. Siedzibą gminy jest Chalkida.